# Никита Хоніат
Нікіта Хоніат[джерело?] (грец. Νικήτας Χωνιάτης), іноді Нікіта Акомінат (грец. Νικήτας Ακομινάτος, *близько 1155 р., Хони — 1213, Нікея) — візантійський історик і політичний діяч, ідеолог землевласницької аристократії.
Освіту здобув в Константинопольському університеті.
Займав високі державні посади, був намісником у Філіппополі (сучасний Пловдив).
Акомінат — очевидець захоплення Константинополя хрестоносцями (1204). Його «Історії» (21 книжка, видано 1557), які охоплюють період 1180—1206,— важливе джерело для вивчення 4-го хрестового походу.